# Francisco González Sanchis
Francisco González Sanchis   (Benifaió, 3 d'abril de 1914 - Benifaió, 5 de febrer de 2007), més conegut per Paco González, El Carrero o El de la Loteria, va ser un pioner del motociclisme valencià. Tot i començar en el món de la competició a una edat avançada, quan tenia 36 anys, durant la seua carrera va aconseguir 10 títols de campió d'Espanya de motociclisme, set d'ells de 500 cc, 2 de 350 cc i un de 125.

## Trajectòria

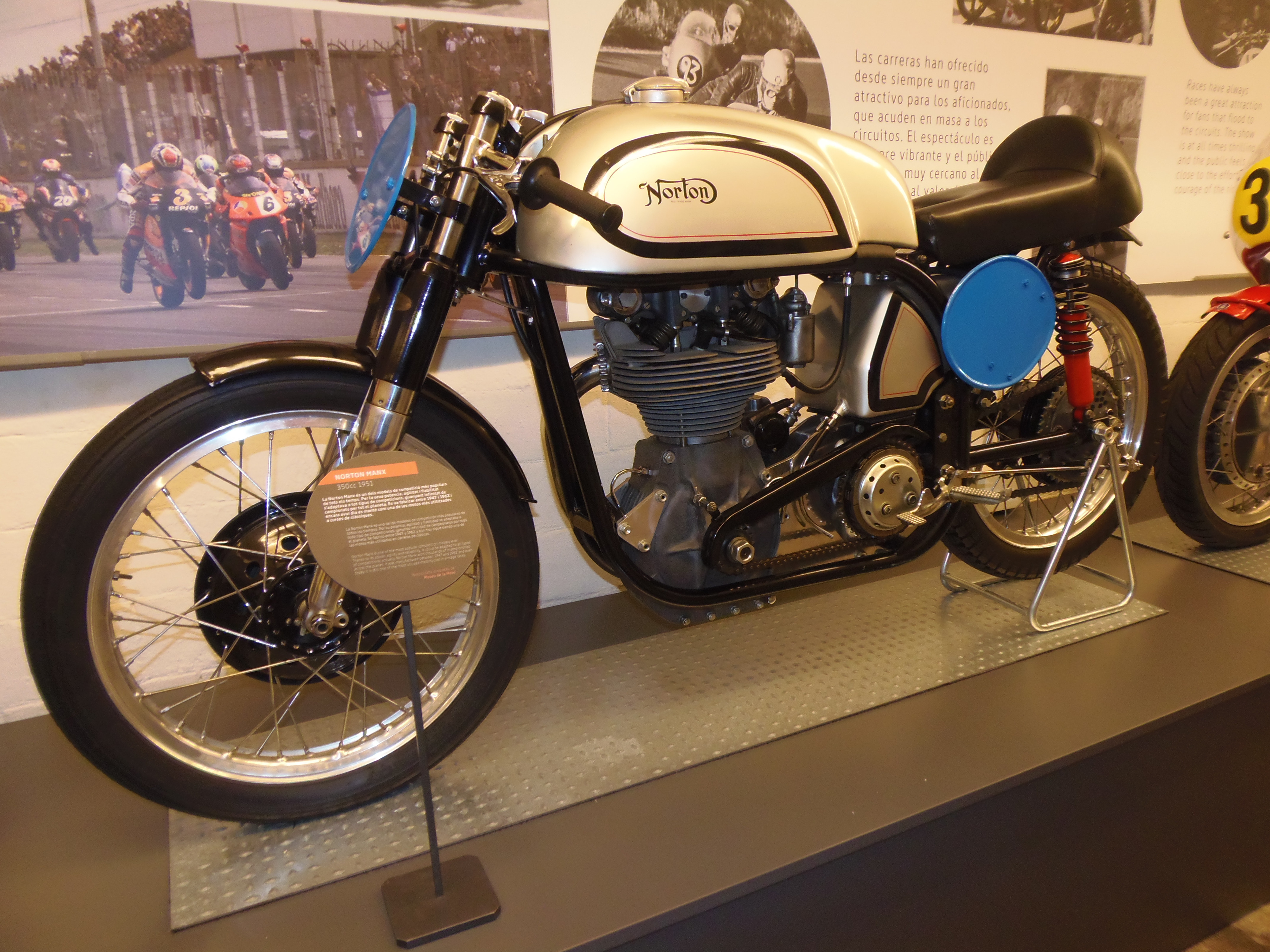
La Norton Manx 350 que pilotà cap a 1951

Va començar competint amb una Norton, on va arribar a córrer curses del Campionat Mundial, i també va córrer amb altres motos (BSA, MV Agusta, Montesa), fins a arribar a formar part dels primers equips de Bultaco. A 42 anys, mentre formava part de l'equip estatal de MV Agusta, va estar a punt de fitxar per l'equip de fàbrica i va anar a Itàlia a provar les motos, amb molt bons resultats, però en assabentar-se de la seua edat el Comte Agusta (l'amo de l'empresa), va preferir no fitxar-lo.
En el seu palmarès, trobem, a banda dels seus 10 campionats d'Espanya, un tercer lloc al Tourist Trophy de l'Illa de Man de 1956, que li va permetre ser el primer valencià a obtenir un podi al Campionat Mundial de Velocitat. A més a més, va tenir un rècord de velocitat en les 24 hores de Montjuïc, i és el primer valencià que va competir fora de l'Estat Espanyol.
Junt amb el pilot de Gibraltar John Grace va formar la primera parella de pilots professionals d'Espanya, que seria l'origen de l'equip Bultaco. El 1960 formà part (juntament amb John Grace, Marcel Cama, Ricardo Quintanilla i Georges Monneret) de l'equip oficial d'aquesta marca que va batre diversos rècords mundials de velocitat a Montlhéry, a bord de la mítica Bultaco Cazarécords.
Com a anècdota, a València en la dècada dels 50 era molt popular, ja que es dedicava a portar el primer llistat dels guanyadors de la loteria de Nadal des de Madrid. El seu rècord personal estava en 3 hores i 45 minuts.

## Resultats al Mundial de motociclisme[4]
| Any  | Categoria | Moto    | Curses | Victòries | Podi | Pole | Fast lap | Punts | Posició |
| ---- | --------- | ------- | ------ | --------- | ---- | ---- | -------- | ----- | ------- |
| 1956 | 125cc     | Montesa | 1      | 0         | 1    | 0    | 0        | 4     | 9è      |

1. ↑   Tercer al Tourist Trophy de l'Illa de Man.